# Панделис Андреадис
Панделис Андреадис (на гръцки: Παντελής Άνδρεάδης) е гръцки революционер, деец на гръцката въоръжена пропаганда в Македония в началото на XX век.

## Биография
Андреадис е капитан на гръцка чета в района на Ениджевардарското езеро под общото командване на Константинос Сарос (Калас). Взима участие в много сражения с български чети и с османски части, включително и в изненадващото нападение през пролетта на 1907 година, при което гърците успяват да изгонят българските чети на Апостол Петков от езерото.